# Xã East Fulton, Quận Callaway, Missouri
Xã East Fulton (tiếng Anh: East Fulton Township) là một xã thuộc quận Callaway, tiểu bang Missouri, Hoa Kỳ. Năm 2010, dân số của xã này là 10.231 người.